# گل ابری
گل ابری (نام علمی: Ageratum) نام یک سرده از تیره کاسنیان است.